# مرحله حذفی لیگ قهرمانان اقیانوسیه ۲۰۲۵
مرحله حذفی لیگ قهرمانان اقیانوسیه ۲۰۲۵ از ۹ تا ۱۲ آوریل برگزار شد. در مجموع چهار تیم در مرحله حذفی برای تعیین تیم قهرمان لیگ قهرمانان اقیانوسیه ۲۰۲۵ به رقابت پرداختند.
تمامی زمان‌ها محلی (یوتی‌سی ۱۱:۰۰+) هستند.

## تیم‌های راه یافته
تیم‌های اول و دوم هر دو گروه در مرحله گروهی به مرحله نیمه نهایی راه پیدا کردند.
| گروه | تیم اول        | تیم دوم        |
| ---- | -------------- | -------------- |
| A    | اوکلند سیتی    | تیگا اسپورت    |
| B    | هیکاری یونایتد | ایفیرا بلک برد |

## فرمت
چهار تیم حاضر در مرحله حذفی به صورت تک‌حذفی بازی کردند. بازی‌ها در ورزشگاه ملی جزایر سلیمان انجام شد.

## برنامه مسابقات
برنامه مسابقات به شرح زیر است.
| مرحله      | تاریخ مسابقات |
| ---------- | ------------- |
| نیمه نهایی | ۹ آوریل ۲۰۲۵  |
| فینال      | ۱۲ آوریل ۲۰۲۵ |

## نمودار
|  | نیمه نهایی     | نیمه نهایی     |               |   | فینال | فینال |
|  |                |                |               |   |       |       |
|  | ۹ آوریل ۲۰۲۵   |                |               |   |       |       |
|  |                |                |               |   |       |       |
|  | اوکلند سیتی    | ۲              |               |   |       |       |
|  | اوکلند سیتی    | ۲              | ۱۲ آوریل ۲۰۲۵ |   |       |       |
|  | ایفیرا بلک برد | ۰              |               |   |       |       |
|  | ایفیرا بلک برد | ۰              | اوکلند سیتی   | ۲ |       |       |
|  | ۹ آوریل ۲۰۲۵   |                | اوکلند سیتی   | ۲ |       |       |
|  |                | هیکاری یونایتد | ۰             |   |       |       |
|  | هیکاری یونایتد | هیکاری یونایتد | ۰             | ۱ |       |       |
|  | هیکاری یونایتد |                |               | ۱ |       |       |
|  | تیگا اسپورت    | ۰              |               |   |       |       |
|  | تیگا اسپورت    | ۰              |               |   |       |       |

## نیمه نهایی
| تیم ۱          | نتیجه | تیم ۲          |
| -------------- | ----- | -------------- |
| اوکلند سیتی    | ۲–۰   | ایفیرا بلک برد |
| هیکاری یونایتد | ۱–۰   | تیگا اسپورت    |

## فینال
| تیم ۱       | نتیجه | تیم ۲          |
| ----------- | ----- | -------------- |
| اوکلند سیتی | ۲–۰   | هیکاری یونایتد |